# The Big Gamble
Pour plus de détails, voir Fiche technique et Distribution.
The Big Gamble est un film américain réalisé par Fred Niblo, sorti en 1931.

## Fiche technique
- Titre : The Big Gamble
- Réalisation : Fred Niblo
- Scénario : Walter DeLeon et F. McGrew Willis d'après The Iron Chalice de Octavus Roy Cohen
- Photographie : Hal Mohr
- Montage : Joseph Kane
- Société de production : RKO Pictures
- Pays d'origine : États-Unis
- Format : Noir et blanc
- Genre : drame
- Durée : 65 minutes
- Date de sortie : 1931

## Distribution
- William Boyd : Alan Beckwith
- James Gleason : Squint Dugan
- Warner Oland : Andrew North
- Dorothy Sebastian : Beverly
- Zasu Pitts : Nora Dugan
- June MacCloy : Mae
- William Collier Jr. : Johnnie Ames
- Ralph Ince : Webb
- Geneva Mitchell Trixie